# Самборо
Самборо — невелике поселення на Шетландських островах (Шотландія, Велика Британія). Самборо розташований у південній частині Мейленду на Самборо-Хед. Аеропорт Самборо, що обслуговує поселення, знаходиться неподалік від села на півночі. Населення Самборо становить приблизно 100 осіб. Ярлсхоф (історична пам'ятка) розташований на захід від Самборо, поруч із готелем Самборо. Самборо знаходиться в межах парафії Данроснесс.